# Coppa Italia 2017-2018 (calcio a 5)
La Coppa Italia 2017-2018 è stata la 33ª edizione assoluta della manifestazione e la 15ª disputata con la formula final eight. Originariamente in programma dall'8 all'11 marzo 2018, la manifestazione è stata posticipata di due settimane per esigenze televisive.

## Formula
Il torneo si svolge con gare a eliminazione diretta di sola andata. La formula prevede che nei quarti e nelle semifinali, in caso di parità dopo i tempi regolamentari, la vittoria sia determinata direttamente dai tiri di rigore. Nella finale, in caso di parità dopo 40', si svolgono due tempi supplementari di 5 minuti ciascuno. In caso di ulteriore parità al termine degli stessi, la vincitrice è determinata mediante i tiri di rigore. Il regolamento sarà definito tramite specifico comunicato ufficiale.

## Squadre qualificate
Sono iscritte d'ufficio le società classificatesi ai primi otto posti del girone di andata del campionato nazionale di Serie A. Il detentore del trofeo è il Pescara mentre la Luparense è la squadra a essersi aggiudicata il maggiore numero di edizioni (3) tra le partecipanti. Dosson e PesaroFano sono al debutto nella competizione.
| Gruppo A | Gruppo A       | Gruppo B | Gruppo B   |
| 1        | Acqua e Sapone | 5        | Kaos       |
| 2        | Napoli         | 6        | Latina     |
| 3        | CAME Treviso   | 7        | Pescara    |
| 4        | Luparense      | 8        | PesaroFano |

## Tabellone
Gli accoppiamenti sono determinati tramite sorteggio, che si è tenuto il 28 febbraio 2018 presso la sala della giunta del Comitato olimpico nazionale italiano alla presenza del presidente Giovanni Malagò. Nei quarti di finale una squadra testa di serie è stata abbinata a una non testa di serie.
|  | Quarti di finale | Quarti di finale | Quarti di finale     |                      |              | Semifinali   | Semifinali | Semifinali |  |  | Finale | Finale | Finale |  |
|  |                  |                  |                      |                      |              |              |            |            |  |  |        |        |        |  |
|  | 3                | CAME Treviso     | 3                    |                      |              |              |            |            |  |  |        |        |        |  |
|  | 3                | CAME Treviso     | 3                    |                      |              |              |            |            |  |  |        |        |        |  |
|  | 5                | Kaos             | 2                    |                      |              |              |            |            |  |  |        |        |        |  |
|  | 5                | Kaos             | 2                    |                      | CAME Treviso | CAME Treviso | 4          |            |  |  |        |        |        |  |
|  |                  |                  |                      |                      | CAME Treviso | CAME Treviso | 4          |            |  |  |        |        |        |  |
|  |                  |                  | Luparense            | Luparense            | 5            |              |            |            |  |  |        |        |        |  |
|  | 4                | Luparense        | Luparense            | Luparense            | 5            | 6            |            |            |  |  |        |        |        |  |
|  | 4                | Luparense        |                      |                      |              |              |            |            |  |  |        |        |        |  |
|  | 6                | Latina           | 0                    |                      |              |              |            |            |  |  |        |        |        |  |
|  | 6                | Latina           | 0                    |                      | Luparense    | Luparense    | 1          |            |  |  |        |        |        |  |
|  |                  |                  |                      |                      |              |              |            |            |  |  |        |        |        |  |
|  |                  |                  | Acqua e Sapone       | Acqua e Sapone       | 3            |              |            |            |  |  |        |        |        |  |
|  | 2                | Napoli           | Acqua e Sapone       | Acqua e Sapone       | 3            | 5            |            |            |  |  |        |        |        |  |
|  | 2                | Napoli           |                      |                      |              |              |            |            |  |  |        |        |        |  |
|  | 7                | Pescara          | 2                    |                      |              |              |            |            |  |  |        |        |        |  |
|  | 7                | Pescara          | 2                    |                      | Napoli       | Napoli       | 1(1)       |            |  |  |        |        |        |  |
|  |                  |                  |                      |                      | Napoli       | Napoli       | 1(1)       |            |  |  |        |        |        |  |
|  |                  |                  | Acqua e Sapone (dcr) | Acqua e Sapone (dcr) | 1(2)         |              |            |            |  |  |        |        |        |  |
|  | 1                | Acqua e Sapone   | Acqua e Sapone (dcr) | Acqua e Sapone (dcr) | 1(2)         | 6            |            |            |  |  |        |        |        |  |
|  | 1                | Acqua e Sapone   |                      |                      |              |              |            |            |  |  |        |        |        |  |
|  | 8                | PesaroFano       | 1                    |                      |              |              |            |            |  |  |        |        |        |  |

## Risultati

### Quarti di finale
| Arbitri: | Daniele Di Resta (Roma 2) Andrea Campi (Ciampino) Simone Micciulla (Roma 2) |
| Crono:   | Ciro Oliviero (Pesaro)                                                      |

|                                                 |           |                           |
| Vieira 11'50'’ Schiochet 20'47'’ Rangel 29'46'’ | Marcatori | 26'49'’ Tuli 31'27'’ Fits |

| Arbitri: | Carmelo Loddo (Reggio Calabria) Riccardo Davì (Bologna) Antonino Tupone (Lanciano) |
| Crono:   | Massimiliano Palombi (Avezzano)                                                    |

|                                                                                          |           |  |
| Blanco 3'33'’ Ramon 14'38'’ Honorio 16'26'’ Taborda 28'54'’ Rafinha 36'42'’ Lara 37'48'’ | Marcatori |  |

| Arbitri: | Rocco Morabito (Vercelli) Lorenzo Cursi (Jesi) Stefano Parrella (Cesena) |
| Crono:   | Chiara Perona (Biella)                                                   |

|                                                                   |           |                               |
| André 6'59'’ Perić 13'35'’, 19'42'’ C. Espíndola 39'13'’, 39'59'’ | Marcatori | 11'17'’ Borruto 16'02'’ Salas |

| Arbitri: | Ruggiero Chiariello (Barletta) Fabrizio Burattoni (Lugo di Romagna) Francesco Scarpelli (Padova) |
| Crono:   | Michele Ronca (Rovigo)                                                                           |

|                                                                                       |           |                    |
| De Oliveira 1'48'’ Calderolli 6'56'’ Coco 22'46'’ Lima 35'09'’, 37'57'’ Bocão 36'44'’ | Marcatori | 35'41'’ Marcelinho |

### Semifinali
| Arbitri: | Angelo Galante (Ancona) Nicola Manzione (Salerno) Luca Vannucchi (Prato) |
| Crono:   | Michele Bensi (Grosseto)                                                 |

|                                                                    |           |                                                                             |
| Alemão 11'13'’ Schiochet 32'36'’ Rangel 34'57'’ Sviercoski 38'33'’ | Marcatori | 7'21'’ (aut.) Sviercoski 9'05'’, 9'48'’ Rafinha 16'06'’ Blanco 36'25'’ Tobe |

| Arbitri: | Dario Pezzuto (Lecce) Donato Lamanuzzi (Molfetta) Lorenzo Di Guilmi (Vasto) |
| Crono:   | Natale Mazzone (Imola)                                                      |

|                         |                      |                                 |
| André 28'50'’           | Marcatori            | 12'23'’ Lukaian                 |
| Patias Perić Suazo Vavá | Tiri di rigore 1 – 2 | De Oliveira Jonas Lukaian Bocão |

### Finale
| Arbitri: | Alessandro Malfer (Rovereto) Raffaele Ziri (Barletta) Giovanni Colombi (Tivoli) |
| Crono:   | Luca Di Stefano (Albano Laziale)                                                |

| |            | |
| Lara 30'49'’ | Marcatori  | 34'12'’ Lukaian 35'16'’ Calderolli 39'53'’ Murilo |
| · Michele Miarelli · Humberto Honorio · Pablo Taborda · Victor Mello · Jefferson · Roberto Tobe · Aleksandar Đurić · Ramon · Matías Lara · Jesulito · Andrea Etilendi · Luca Leofreddi | Formazioni | · Stefano Mammarella · Murilo Ferreira · Fabricio Calderolli · Júlio De Oliveira · Bocão · Gabriel Lima · Andrei Bordignon · Lukaian Baptista · Edgar Bertoni · Wellington Coco · Jonas · Mirco Casassa |
| David Marín | Allenatori | Faustino Pérez |